# Waid (Gattung)
Waid (Isatis) ist eine Pflanzengattung in der Familie der Kreuzblütengewächse (Brassicaceae). Der deutschsprachige Trivialname Waid leitet sich von althochdeutsch „weit“: verwandt mit lateinisch "vitrum" ('Waid', 'zum Blaufärben benutzte Pflanze', 'blaue Farbe', 'bläuliches Glas') ab. Die 50 bis 94 Arten sind in Europa und Nordafrika, aber zumeist in Zentral- und Südwestasien verbreitet.

## Beschreibung

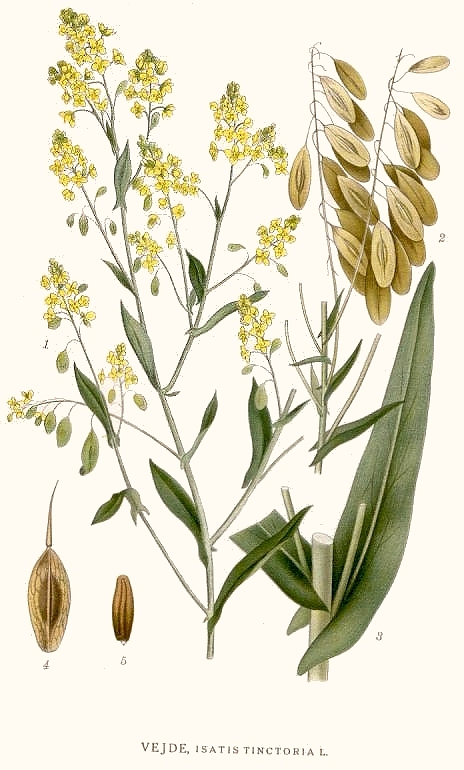
Illustration vom Färberwaid (Isatis tinctoria)

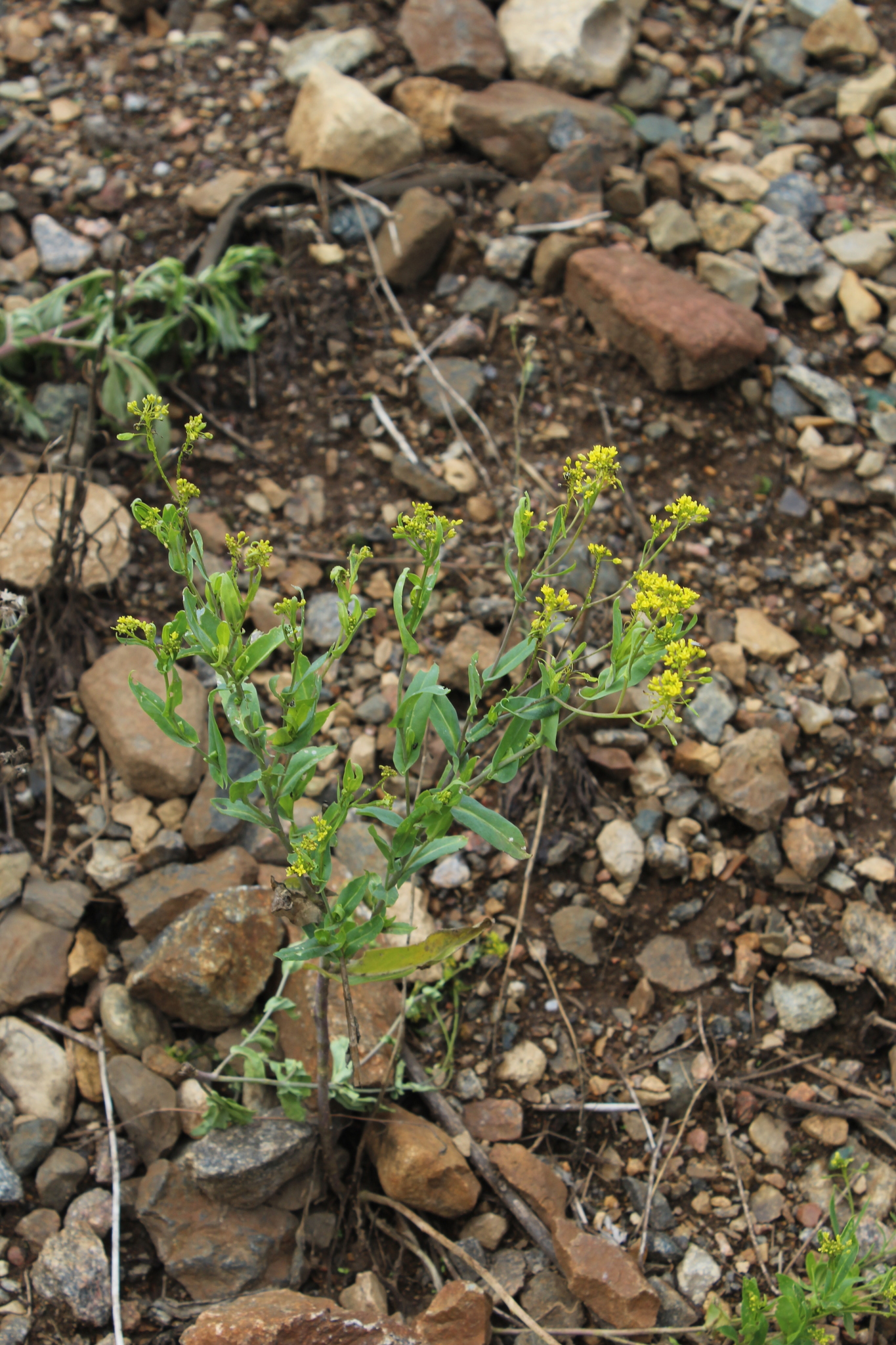
Isatis costata

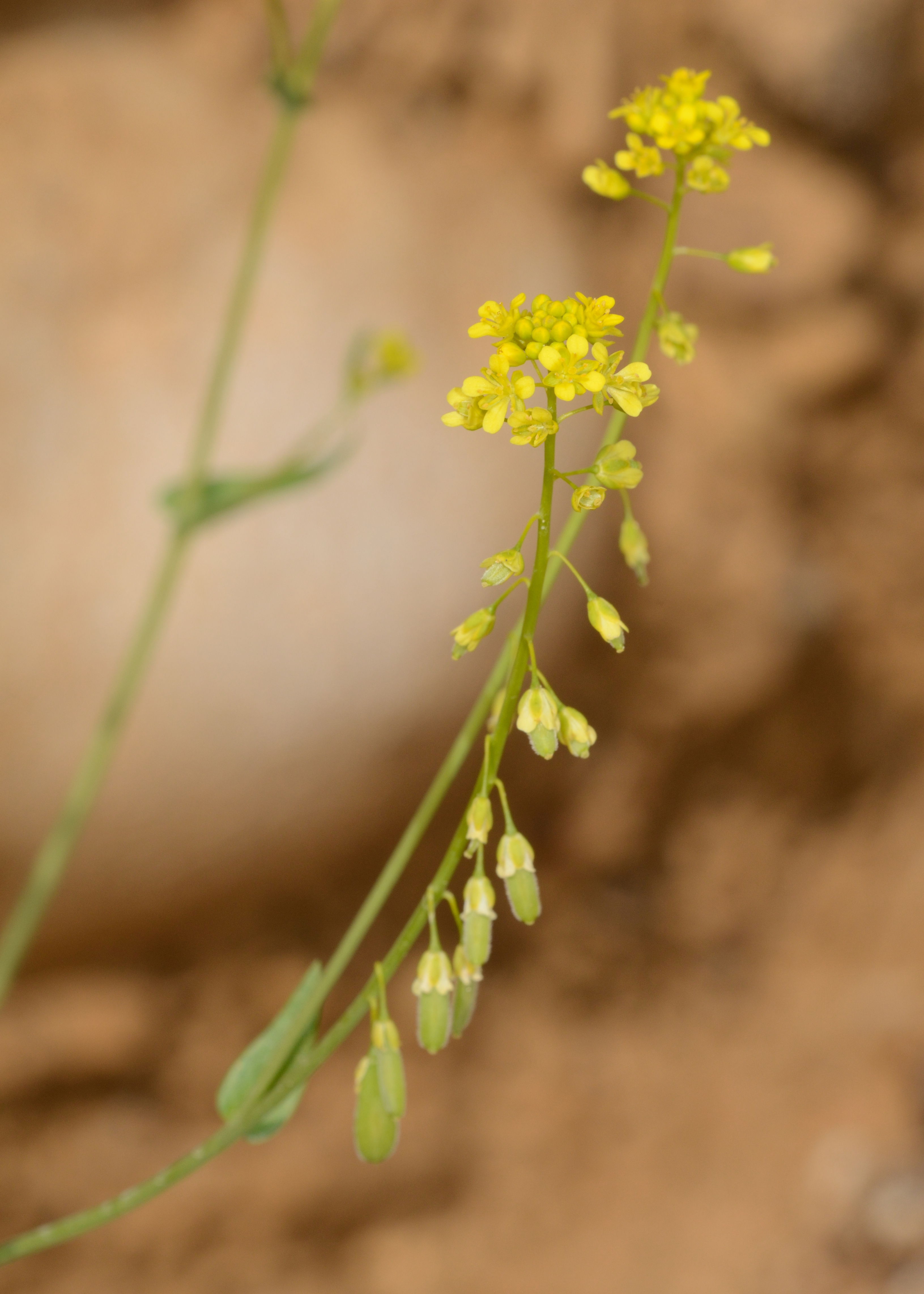
Blütenstand von Isatis microcarpa

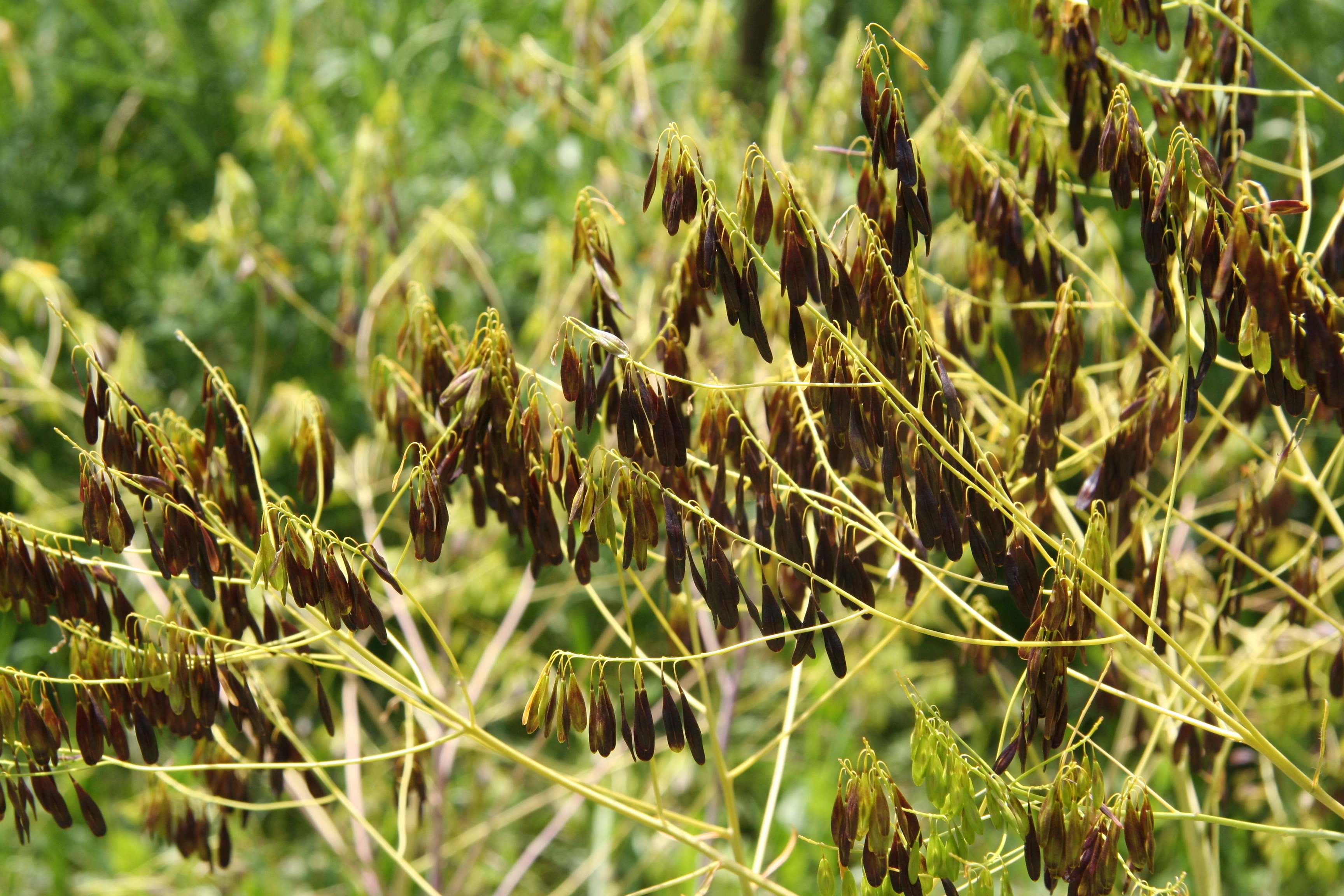
Früchte von Isatis praecox

Aufgrund ihrer äußerst variablen Morphologie, und dies die einzigen verwendeten Merkmale waren, lassen sich, insbesondere die asiatischen Arten, nur schwer bestimmen, als einzig verlässliches diagnostisches Merkmal galt die reife Frucht, doch dies führt zu keiner Darstellung der natürlichen Verwandtschaften.

### Vegetative Merkmale
Bei Isatis-Arten handelt sich um ein-, (meist) zweijährige oder ausdauernde krautige Pflanzen. Sie sind oft bläulich und kahl oder flaumig mit einfachen Trichomen behaart (Indument), es sind keine Drüsen vorhanden. Die aufrechten Stängel sind erst im oberen Bereich verzweigt.
Die in grundständigen Rosetten oder meist wechselständig am Stängel verteilt angeordneten Laubblätter sind gestielt oder ungestielt. Die Grundblätter sind fast immer gestielt und ihr Blattrand ist glatt. wellig oder gezähnt, selten fiederlappig. Die Blattspreiten der Stängelblätter sind herzförmig, elliptisch-länglich bis eiförmig-länglich mit geöhrter, pfeilförmig oder stängelumfassender, selten sich verschmälernder Spreitenbasis und glatten oder selten gezähnten Blattrand.

### Generative Merkmale
Die Blütenstandsachsen der anfangs schirmtraubigen Blütenstände verlängern sich bis zur Fruchtreife erheblich, bis sie meist traubige oder seltener rispige und enthalten viele Blüten. Es sind keine Tragblätter vorhanden. Die dünnen Blütenstiele sind oft am oberen Ende verdickt sowie keulenförmig und bei Fruchtreife zurückgebogen.
Die zwittrigen Blüten sind radiärsymmetrisch und vierzählig mit doppelter Blütenhülle (Perianth). Die vier aufsteigenden bis aufrechten Kelchblätter sind eiförmig oder länglich; die Basis der beiden seitlichen Kelchblätter ist nicht sackförmig. Die vier meist gelben, weißen oder violetten Kronblätter sind mindestens gleich lang oder manchmal länger wie die Kelchblätter. Die nicht genagelten Kronblätter sind verkehrt-eiförmig, spatelförmig, länglich oder verkehrt-lanzettlich mit stumpfem oder etwas ausgerandetem oberen Ende. Es sind sechs Staubblätter vorhanden. Die Staubfäden sind an ihrer Basis nicht verbreitert. Die sehr kleine Staubbeutel sind eiförmig oder länglich mit bespitztem oder stumpfem oberen Ende. Die Pollenkörner sind tricolpate. Sechs Nektardrüsen gehen ineinander über oder es sind vier und ein mittleres sowie seitliches Paar erkennbar. Der oberständige Fruchtknoten enthält nur eine oder selten zwei Samenanlagen. Die sitzende Narbe ist kopfig und einfach.
Die sitzenden, hängenden Früchte öffnen sich nicht und sind Schoten oder Schötchen. Die deutlich am ganzen Rand oder nur am unteren Ende geflügelten Früchte sind länglich, eiförmig, verkehrt-eiförmig, verkehrt-lanzettlich, spatelförmig, herzförmig, elliptisch oder kreisförmig. Die Fruchtschalen sind glatt und kahl oder flaumig behaart. Die Früchte enthalten meist nur einen, selten zwei Samen. Ein Septum fehlt. Die den Samen umgebenden Fruchtkammern sind papierartig oder korkig, deutlich oder unscheinbar ein- oder dreinervig, und manchmal gekielt oder kurz geflügelt. Valven und Replum sind vereinigt. Die bräunlichen Samen sind schmal-eiförmig oder -länglich und dick. Die Samenschale ist glatt.

## Systematik und Verbreitung
Der Gattungsname Isatis wurde 1737 durch Carl von Linné in Hortus Cliffortianus Plantas exhibens quas in Hortis vivis quam siccis, Hartecampi in Hollandia coluit, 341 erstveröffentlicht. Synonyme für Isatis L. sind: Boreava Jaub. & Spach, Goerkemia Yıld., Martinsia Godr., Pachypteris Kar. & Kir. non Brongn., Pachypterygium Bunge, Sameraria Desv., Tauscheria Fisch. ex DC., Tetrapterygium Fisch. & C.A.Mey.
Die Gattung Isatis gehört zur Tribus Isatideae in der Familie Brassicaceae.
Moazzeni et al. 2010 gehen davon aus, dass die Gattung Isatis 79 Arten enthält. In diesem Umfang Isatis s str. ist diese Gattung polyphyletisch. Die Isatis-Arten sind in Eurasien verbreitet; 90 % der Arten kommen im Irano-Turanischen Raum vor.
Es gibt 50 bis 94 Isatis-Arten:
- Isatis afghanica Hadac & Chrtek
- Isatis amani P.H.Davis: Sie kommt in der Türkei vor.[6]
- Alpen-Waid (Isatis apennina Ten. ex Grande, Syn.: Isatis alpina Vill., Syn.: Isatis allionii P.W.Ball): Er kommt im Appennin und in den italienischen und französischen Alpen und in Spanien vor.[9][10]
- Isatis apscheronica N.Busch
- Isatis aptera (Boiss. & Heldr.) Al-Shehbaz, Moazzeni & Mumm.: Diese Neukombination erfolgte 2012.[5][8]
- Isatis arenaria Azn.: Sie kommt in der europäischen Türkei vor.[6]
- Isatis armena L.
- Isatis arnoldiana N.Busch
- Isatis aucheri Boiss.: Sie kommt in der Türkei vor.[7]
- Isatis biscutellifolia Boiss. & Buhse
- Isatis bitlisica P.H.Davis
- Isatis boissieriana Rchb. f.: Sie kommt in Afghanistan, Turkmenistan und Usbekistan vor.[7]
- Isatis brachycarpa C.A.Mey.
- Isatis brevipes (Bunge) Jafri: Sie kommt im Iran, in Turkmenistan, Afghanistan sowie Pakistan Pakistan vor.[11]
- Isatis bullata Aitch. & Hemsl.
- Isatis bungeana Seidlitz
- Isatis buschiana Schischk.: Sie kommt in der Türkei, im Irak und im Iran vor.[7]
- Isatis callifera Boiss. & Balansa: Sie kommt in der Türkei vor.[6]
- Isatis campylocarpa Boiss.
- Isatis canaliculata (Vassilcz.) V.V.Botschantz.
- Isatis candolleana Boiss.
- Isatis cappadocica Desv. (Syn.: Isatis steveniana Trautv.): Je nach Autor gibt es drei bis neun Unterarten.[8] Sie kommen in der Türkei, in Syrien, Armenien, Aserbaidschan, Dagestan, im Irak, Libanon und Iran vor.[7][6]
- Isatis cardiocarpa (Trautv.) Al-Shehbaz, Moazzeni & Mumm.: Diese Neukombination erfolgte 2012.[5][8]
- Isatis caucasica N.Busch
- Isatis cochlearis Boiss.
- Isatis constricta P.H.Davis: Sie kommt in der Türkei vor.[6]
- Isatis costata C.A.Mey.: Sie kommt im europäischen und asiatischen Russland, auf der Krim, in Pakistan, Kaschmir, Tadschikistan, Kasachstan, in der Mongolei, in der Inneren Mongolei und in den chinesischen Provinzen Gansu, Liaoning sowie Xinjiang vor.[7][1][11]
- Isatis davisiana H.Misirdali ex P.H.Davis, R.R.Mill & Kit Tan
- Isatis demiriziana H.Misirdali ex P.H.Davis, R.R.Mill & Kit Tan
- Isatis densiflora (Bunge ex Boiss.) D.A.German
- Isatis deserti (N.Busch) V.V.Botschantz.
- Isatis djurjaedae Coss. & Durieu: Sie kommt in Marokko und in Algerien vor.[7]
- Isatis elegans (Boiss.) Hadac & Chrtek
- Isatis emarginata Kar. & Kir.: Sie kommt in Pakistan, Kasachstan, Usbekistan, Turkmenistan und im Iran vor.[7][11]
- Isatis erzurumica P.H.Davis: Sie kommt in der Türkei vor.[7]
- Isatis floribunda Boiss. ex Bornm.
- Isatis frigida Boiss. & Kotschy
- Isatis frutescens Kar. & Kir.
- Isatis gaubae Bornm.: Sie kommt im Iran vor.[7]
- Isatis glastifolia (Fisch. & C.A.Mey.) Al-Shehbaz, Moazzeni & Mumm.: Diese Neukombination erfolgte 2012.[5][8]
- Isatis glauca Aucher ex Boiss.: Sie kommt in der Türkei, in Armenien und in Syrien vor.[7]
- Isatis grammotis Kit Tan
- Isatis gymnocarpa (Fisch. ex DC.) Al-Shehbaz, Moazzeni & Mumm.: Diese Neukombination erfolgte 2012.[5][8]
- Isatis harsukhii O.E.Schulz: Sie kommt vom östlichen Afghanistan bis südwestlichen Pakistan vor.[11]
- Isatis hirtocalyx Franch.
- Isatis huber-morathii P.H.Davis
- Isatis iberica Steven: Sie kommt in Armenien und in Aserbaidschan vor.[7]
- Isatis jacutensis (N.Busch) N.Busch
- Isatis karjaginii Schischk.
- Isatis kotschyana Boiss. & Hohen.: Sie kommt in der Türkei und im Iran vor.[7]
- Isatis kozlovskyi Grossh.
- Isatis laevigata Trautv.
- Isatis latisiliqua Steven
- Isatis leuconeura Boiss. & Buhse
- Isatis littoralis Steven: Sie kommt in der Ukraine und auf der Krim vor.[6]
- Isatis lockmanniana Kotschy ex Boiss.
- Isatis lusitanica L. (Syn.: Isatis aleppica Scop.): Sie kommt auf Kreta, in Tunesien, Libyen, auf der Sinaihalbinsel, in der Türkei, in Syrien, im Libanon, Irak, Jordanien, in Israel und im Iran vor.[7]
- Isatis mardinensis P.H.Davis & H.Misirdali
- Isatis maxima Pavlov
- Isatis microcarpa J.Gay ex Boiss.: Sie kommt auf der Sinaihalbinsel und im Gebiet von Israel und Jordanien vor.[6]
- Isatis minima Bunge: Sie kommt im Iran, Afghanistan, Pakistan, in Zentralasien und in China vor.[7][1][11]
- Isatis multicaulis (Kar. & Kir.) Jafri
- Isatis oblongata DC.
- Isatis odontogera (Bordz.) D.A.German: Diese Neukombination erfolgte 2014.[8]
- Isatis ornithorhynchus N.Busch
- Isatis pachycarpa Rech. f., Aellen & Esfand.
- Isatis pinnatiloba P.H.Davis
- Isatis platyloba Link ex Steud.: Sie kommt in Portugal und in Spanien vor.[6]
- Früher Waid[9] (Isatis praecox Kit. ex Tratt.)
- Isatis quadrialata Al-Shehbaz, Moazzeni & Mumm.: Dieser neue Name wurde 2012 veröffentlicht.[5][8]
- Isatis raimondoi Di Grist., Scafidi & Domina
- Isatis raphanifolia Boiss.
- Isatis rugulosa Bunge ex Boiss.
- Isatis sabulosa Steven ex Ledeb.
- Isatis sevangensis N.Busch
- Isatis sivasica P.H.Davis: Sie kommt in der Türkei vor.[6]
- Isatis spatella P.H.Davis: Sie kommt in der Türkei vor.[6]
- Isatis spectabilis P.H.Davis: Sie kommt in der Türkei vor.[6]
- Isatis steveniana Trautv.
- Isatis stocksii Boiss.: Sie kommt von Afghanistan bis zum westlichen Pakistan vor.[11]
- Isatis subdidyma (N.Busch) V.E.Avet.
- Isatis takhtajanii Avet.
- Färberwaid (Isatis tinctoria L.)[6] Sie ist von Europa über Südwest- bis Zentralasien und in Nordafrika verbreitet.[2] Sie ist in Nord- und Südamerika ein Neophyt.[2]
- Isatis tomentella Boiss. & Balansa
- Isatis trachycarpa Trautv.
- Isatis turcomanica Korsh.
- Isatis undulata Aucher ex Boiss.: Sie kommt in der Türkei vor.[6]
- Isatis violascens Bunge: Sie ist weit verbreitet in sandigen Wüsten im südwestlichen Asien, Pakistan, Afghanistan, Kasachstan, Kirgisistan, Tadschikistan, Turkmenistan, Usbekistan und im chinesischen Xinjiang.[1]
- Isatis zarrei Al-Shehbaz, Moazzeni & Mumm.: Sie wurde 2012 aus dem Iran erstbeschrieben.[5]